# Slovácko verbŭnk
Slovácko verbŭnk là một điệu nhảy ngẫu hứng do các chàng trai và đàn ông sống ở các quận Nam Moravia và Zlín của Cộng hòa Séc biểu diễn. Tên của điệu nhảy có nguồn gốc từ thuật ngữ tiếng Đức Werbung (được đổi thành verbŭnk), có nghĩa là "tuyển dụng", phản ánh nguồn gốc lịch sử của nó trong việc tuyển dụng vũ công và binh lính cho quân đội vào thế kỷ thứ mười tám. Cụ thể hơn, việc thực hành tuyển dụng nghĩa vụ quân sự được thực hiện ở các vùng đất Séc cho đến năm 1781 dưới sự tham gia của các vũ công quân sự chuyên nghiệp, có vẻ như là một trong những động lực để tạo ra vũ điệu này. Ngày nay, nó được biểu diễn bởi các nhóm nhảy dân gian ở hầu hết các thị trấn và làng mạc của vùng Slovácko, chủ yếu liên quan đến các lễ hội, chẳng hạn như lễ kỷ niệm hàng năm của cộng đồng Hody.
Verbuňk được nhảy với một thể loại bài hát nhất định, được gọi là những bài hát Hungary mới chiếm ưu thế kể từ nửa sau của thế kỷ 19, thường bao gồm ba phần. Khi bắt đầu, một bài hát được biểu diễn, sau đó là các chuyển động chậm và sau đó là các phần nhảy nhanh hơn. Các điệu nhảy không bị ràng buộc vào một vũ đạo chính xác, mà thay vào đó được đánh dấu bằng sự ngẫu hứng, ngẫu hứng và biểu hiện cá nhân, bao gồm cả các cuộc thi nhảy. Nó thường được biểu diễn bởi các nhóm, với mỗi vũ công diễn giải âm nhạc theo cách riêng của mình. Có sáu loại hình Slovácko theo các vùng khác nhau, tạo nên sự đa dạng về hình dáng và nhịp điệu khiêu vũ. Những loại này phát triển vào đầu thế kỷ XX và tiếp tục thay đổi. Các điệu múa là một thành phần thiết yếu của phong tục, nghi lễ và lễ kỷ niệm địa phương và được biểu diễn trong cuộc thi hàng năm về vũ công giỏi nhất tại Lễ hội Văn hóa Dân gian Quốc tế ở Strážnice.
Sự di cư của những người trẻ tuổi và trung niên đến các trung tâm đô thị của đất nước được coi là mối đe dọa lớn nhất đối với khả năng tồn tại của các loại hình Slovácko verbŭnk ở các vùng miền khác nhau. Một rủi ro khác là khiêu vũ phụ thuộc vào hỗ trợ tài chính vì trang phục truyền thống và nhạc cụ được làm thủ công và cần được bảo trì thường xuyên.
Slovácko verbŭnk đã được Tổ chức Giáo dục, Khoa học và Văn hóa Liên Hợp Quốc UNESCO công nhận là di sản văn hóa phi vật thể của thế giới vào năm 2008 tại Triển lãm Di sản văn hoá phi vật thể Thế giới diễn ra ở thành phố Bucheon, Hàn Quốc.